# A Peruca de Aquiles
A Peruca de Aquiles é um curta-metragem brasileiro dirigido por Paulo Tiefenthaler.

## Sinopse
| “ | "Um ator carioca aventureiro acaba de conhecer uma cantora espanhola e os dois resolvem comprar drogas. Quando chegam na boca-de-fumo o ator é confundido com um X-9, um espião da polícia." | ” |

## Enredo
A Peruca de Aquiles é um projeto original do Canal Brasil, que consiste na realização de uma série de curtas, cada um funcionando como um episódio individual para exibição no canal. O filme de Paulo Tiefenthaler se passa durante algumas horas numa noite no Rio de Janeiro, quando um homem que acaba de conhecer uma espanhola radicada no Brasil vai até um morro carioca atrás de cocaína. Quando os personagens chegam ao destino, um pretenso mal entendido envolvendo a carteira de identidade do homem acarreta uma série de momentos tensos para os personagens diante dos traficantes, que decidem dar um fim a eles.
O personagem do homem é confundido com um policial civil pelos traficantes, que passam a aterrorizar o personagem, num jogo que se revelará perto do fim como uma espécie de encenação. O homem diz ser ator e, em determinado momento, o traficante pede a ele para que, pelo celular, entre na internet e lhe mostre algum trabalho dele na TV; depois, ao saber que se tratava de um ator teatro, faz piada sobre a suposta incompetência daquele homem por não ter, já não sendo mais tão novo, um trabalho reconhecido. Ironicamente, o próprio traficante diz ter uma veia artística latente - e prova o fato após ter comandado uma encenação ainda mais potente que a do ator ‘verdadeiro’ - que acaba tendo que recitar uma parte do texto da peça na qual atua para salvar sua pele da morte que ele imagina iminente.

## Elenco
- Lucio André Cabelo
- Paula San Martin
- Miguel Filho
- Karlla Tavares
- Daniel Castanheira
- Felipe Abrahão
- Bruna Lobo
- Debora Amorim

## Festivais
- Curta Cinema - Festival Internacional de Curtas do Rio de Janeiro (2010)

## Prêmios e Indicações
| Ano  | Prêmio                                                          | Categoria                        | Resultado | Ref.  |
| ---- | --------------------------------------------------------------- | -------------------------------- | --------- | ----- |
| 2010 | Prêmio Associação de Cineclubes do Rio de Janeiro (Ascine – RJ) | Melhor Filme do Panorama Carioca | Venceu    | [ 3 ] |